# Углян

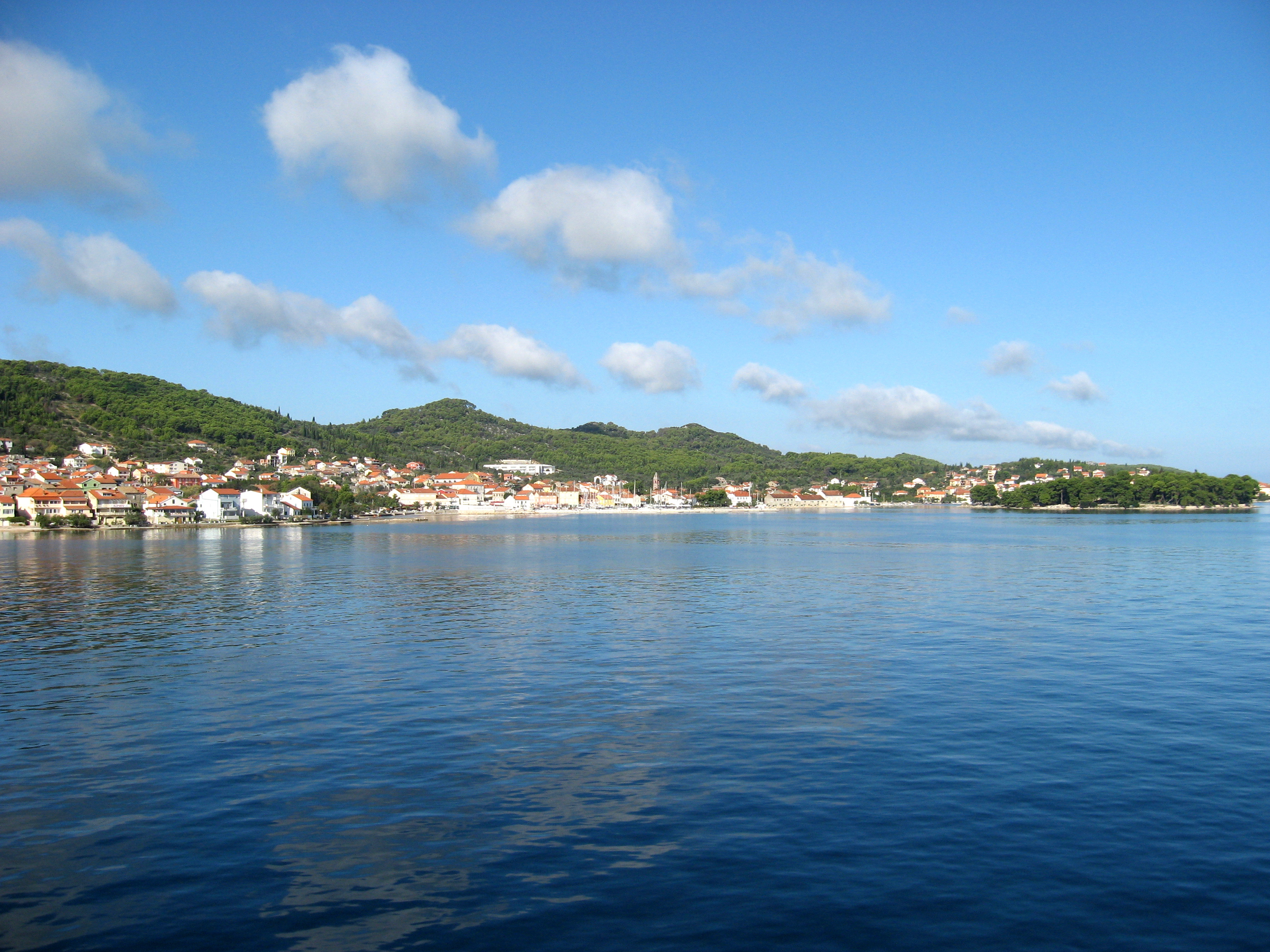
Селище Преко на о. Углян

У́глян (хорв. Ugljan) — острів в Адріатичному морі, в центральній частині Хорватії, біля далматинського узбережжя на захід від Задару, належить до Задарської жупанії.
Площа острова — 50,21 км², довжина — 22 км, ширина близько 4 кілометрів. Довжина берегової лінії — 68,2 км. Населення — 6 182 мешканців (2001).
Як і більшість островів центральної Адріатики, Углян витягнутий  з північного заходу на південний схід. Від материка він відділений протокою Задарський канал, від острова Пашман, що лежить на південний схід, вузькою протокою Ждрелац. В старі часи він був настільки мілкий, що його можна було перейти пішки. В 1883 р. його поглибили і зробили доступним для проходу суден, в 1973 р. через нього перекинули автомобільний міст, з'єднавши таким чином Углян і Пашман.
На північному заході від острова Углян знаходяться невеликі острови Рівань і Сеструнь, на заході — Дугі-Оток, Іж і Рава.
Углян зв'язаний регулярними поромними переправами з Задаром (лінія Преко — Задар).
Східне узбережжя острова являє собою ланцюжок мальовничих бухт, на берегах яких живе майже все населення острова. Углян — один з найгустозаселеніших островів Хорватії. Жителі острова живуть в 8 селищах — Преко, Углян, Лукоран, Сутомішчіца, Поляна, Калі, Осляк і Кукліца. Углян — найнаселеніший пункт острова, близько 1 000 жителів.
Західне узбережжя острова практично незаселене, скелі обриваються прямо в море.
Острів відомий своїми оливковими гаями, на ньому виробляється відмінна оливкова олія.
Углян вперше згаданий в 1325 р., хоча судячи з археологічних розкопок він заселений з часів неоліту. В деяких частинах острова, особливо на північному заході, присутні руїни римського періоду. Існуючі на острові поселення засновані в Середні віки.